# Hyundai Exter
Le Hyundai Exter est un modèle de crossover fabriqué par le constructeur automobile sud-coréen Hyundai. Le modèle a été dévoilé le 8 mai 2023 pour le marché indien,,.

## Aperçu
L'Exter comprend des feux de jour à LED en forme de H et des phares carrés, ainsi que de grandes prises d'air sur le pare-chocs avant.

## Marchés

### Inde
L'Exter a été lancé en Inde le 10 juillet 2023, avec cinq niveaux de finition : EX, S, SX, SX (O) et SX (O) Connect. Les modèles CNG sont disponibles sur les niveaux de finition S et SX. Depuis l'ouverture des pré-réservations jusqu'au lancement, plus de 11 000 réservations ont été effectuées, les variantes AMT représentant 38 % et les modèles CNG 20 %.

### Afrique du Sud
L'Exter a été lancé en Afrique du Sud le 17 septembre 2024, avec trois niveaux de finition : Premium, Executive et Elite. Les versions Premium et Executive sont équipées de série d'une boîte manuelle à 5 vitesses, tandis que la transmission manuelle automatisée à 5 vitesses est de série pour la version Elite mais en option sur les deux premiers niveaux de finition.

## Récompenses
En décembre 2023, Hyundai Exter a été élue Voiture indienne de l'année (ICOTY) de 2024,.

## Ventes
| Année | Inde   |
| ----- | ------ |
| 2023  | 47 015 |